# 天大将军增七
三角座7，又名BD+32 409，HD 13869、SAO 55397、HR 655，是三角座的一颗恒星，视星等为5.28，位于銀經142.55，銀緯-26.27，其B1900.0坐标为赤經2h 10m 1.2s，赤緯+32° -26.27′ 39″。